# 邊生雙蓋蕨
邊生雙蓋蕨（学名：Diplazium contermina）为蹄蓋蕨科雙蓋蕨屬下的一个种。

## 扩展阅读
- 維基物種上的相關：邊生雙蓋蕨